# Меденин (вилайет)
Медени́н (араб. ولاية مدنين‎) — вилайет в Тунисе.
- Административный центр — город Меденин.
- Площадь — 8 588 км², население — 443 700 человек (2007 год).

## География
На юге граничит с вилайетом Татавин, на западе с вилайетом Кебили, на северо-западе с вилайетом Габес, на востоке с Ливией.
На северо-востоке омывается водами Средиземного моря, на севере залив Габес. Вилайет включает в себя остров Джерба.

## Административное деление
Вилайет Меденин делится на 9 округов:
- Бен-Гардан (Ben Gardane)
- Бени-Хеддаш (Beni Khedache)
- Аджим (Djerba — Ajim)
- Хумт-Сук (Djerba — Houmt Souk)
- Мидун (Djerba — Midoun)
- Северный Меденин (Médenine Nord)
- Южный Меденин (Médenine Sud)
- Сиди-Махлуф (Sidi Makhlouf)
- Джарджис (Зарзис) (Zarzis)